# Ajuda da Bretanha
Ajuda da Bretanha é uma freguesia portuguesa do município de Ponta Delgada, na ilha de São Miguel, Região Autónoma dos Açores, com 6,71 km² de área e 652 habitantes (censo de 2021). A sua densidade populacional é 97,2 hab./km².
Foi criada oficialmente em 10 de julho de 2002, pelo Decreto Legislativo Regional n.º 24/2002/A, em conjunto com o vizinho Pilar da Bretanha, por divisão da antiga freguesia da Bretanha.
Tem uma estrada que liga a Mosteiros e a Ribeira Grande. A atividade principal é a agricultura. Ajuda da Bretanha é banhada pelo Oceano Atlântico.

## Demografia
A população registada nos censos foi:
| Distribuição da População por Grupos Etários | Distribuição da População por Grupos Etários | Distribuição da População por Grupos Etários | Distribuição da População por Grupos Etários | Distribuição da População por Grupos Etários |
| -------------------------------------------- | -------------------------------------------- | -------------------------------------------- | -------------------------------------------- | -------------------------------------------- |
| Ano                                          | 0-14 Anos                                    | 15-24 Anos                                   | 25-64 Anos                                   | > 65 Anos                                    |
| 2011                                         | 137                                          | 98                                           | 369                                          | 57                                           |
| 2021                                         | 109                                          | 96                                           | 378                                          | 69                                           |